# Duisburger Generalsynode
Die Duisburger Generalsynode war die erste gemeinsame Synode der reformierten Gemeinden im Herzogtum Jülich-Kleve-Berg. Sie fand vom 7. bis zum 11. September 1610 in der Duisburger Salvatorkirche statt und gilt als der Anfang einer selbständigen deutschen Reformierten Kirche.

## Voraussetzungen
Durch den Schlaganfall Herzog Wilhelm V. im Jahre 1566, den Tod des Erbprinzen Carl-Friedrich 1572 und die Erbfolge durch den als verrückt geltenden jüngeren Sohn Johann Wilhelm im Jahre 1594 wurden die Herzogtümer Jülich, Kleve und Berg zum Spielball der Mächte. Keine Konfession wurde staatlicherseits bevorzugt, so dass es im Land römisch-katholische, lutherische und (mehrheitlich) reformierte Gemeinden gab. Nachdem Johann Wilhelm 1609 kinderlos gestorben war, teilten sich Brandenburg und das Herzogtum Pfalz-Neuburg die Herzogtümer, bevor der deutsche Kaiser Rudolf II. Lehnsansprüche geltend machen konnte. Beide Seiten versprachen den Ständen beim Erbantritt religiöse Toleranz, die Brandenburger sogar religiöse Autonomie.
Die Reformierten sahen die Chance, das Machtvakuum zur Reorganisation des Kirchenwesens zu nutzen. Die Gemeinden waren seit dem Weseler Konvent 1568 presbyterial-synodal organisiert, hatten aber keine gemeinsame Synode auf der Ebene der Vereinigten Herzogtümer. Unter dem Schutz der brandenburgischen Erbfolge trafen sich im August des Jahres 1610 Vertreter der protestantischen Gemeinden in Düren, um die Generalsynode in Duisburg vorzubereiten.

## Ablauf und Ergebnis
An der Synode nahmen 28 Pfarrer und acht Laien teil. Der Weseler Prediger Wilhelm Stephani († 1636) amtierte als Präses. Es wurde ein Ergebnisprotokoll erstellt, das in vielen Abschriften existiert. Einige davon sind im Archiv der Evangelischen Kirche im Rheinland in Düsseldorf erhalten. Im Stadtarchiv der Stadt Duisburg befindet sich ein mit zahlreichen Unterschriften versehenes Exemplar, bei dem jedoch nicht sicher ist, ob es sich um eine Abschrift oder um ein Original handelt.
Die Synode bestätigte die presbyterial-synodale Ordnung und präzisierte sie an vielen Punkten. Jede Kirchengemeinde sollte von einem Presbyterium geleitet werden, das auch das Recht der Pfarrerwahl hatte. Aus dem Presbyterium werden wiederum Vertreter in das nächsthöhere Gremium, den Klassikalkonvent, entsandt. Alle drei Jahre sollten auf einer Generalsynode die Angelegenheiten der gesamten Kirche entschieden werden. Die Beschlüsse wurden wegweisend für die reformierten, später auch die lutherischen Gemeinden im Rheinland und – über die Rheinisch-Westfälische Kirchenordnung von 1835 – schließlich für den gesamten deutschen Protestantismus.
Es wurde ferner beschlossen, dass in allen Gemeinden die kurpfälzische Agende (nur in Kleve die niederländische) gebraucht werden sollte. Der Heidelberger Katechismus wurde als Lehrgrundlage festgelegt. Jede Gemeinde wurde verpflichtet, einen Schulmeister anzustellen.

## Edition des Protokolls
- Albert Rosenkranz: Generalsynodalbuch. Die Akten der Generalsynoden von Jülich, Kleve, Berg und Mark 1610-1793. 1. Teil. Düsseldorf 1966, S. 17 ff.